# Санту-Антониу-да-Серра (Санта-Круш)
Санту-Антониу-да-Серра (порт. Santo António da Serra) — район в Португалии, входит в округ Мадейра. Расположен на острове Мадейра. Является составной частью муниципалитета Санта-Круш. Население составляет 982 человека на 2001 год. Занимает площадь 14,77 км².